# Erlend Bjøntegaard
Erlend Bjøntegaard (Kongsberg, 30 de julio de 1990) es un deportista noruego que compite en biatlón.
Ganó nueve medallas en el Campeonato Europeo de Biatlón entre los años 2014 y 2023. Participó en los Juegos Olímpicos de Pyeongchang 2018, ocupando el quinto lugar en la prueba de velocidad.

## Palmarés internacional
| Campeonato Europeo | Campeonato Europeo           | Campeonato Europeo | Campeonato Europeo |
| Año                | Lugar                        | Medalla            | Prueba             |
| ------------------ | ---------------------------- | ------------------ | ------------------ |
| 2014               | Nové Město (República Checa) | Medalla de plata   | Relevo             |
| 2017               | Duszniki-Zdrój (Polonia)     | Medalla de plata   | Relevo mixto       |
| 2021               | Duszniki-Zdrój (Polonia)     | Medalla de oro     | Relevo mixto       |
| 2021               | Duszniki-Zdrój (Polonia)     | Medalla de plata   | Individual         |
| 2022               | Arber (Alemania)             | Medalla de oro     | Velocidad          |
| 2022               | Arber (Alemania)             | Medalla de oro     | Relevo mixto       |
| 2023               | Lenzerheide (Suiza)          | Medalla de oro     | Velocidad          |
| 2023               | Lenzerheide (Suiza)          | Medalla de oro     | Relevo mixto       |
| 2023               | Lenzerheide (Suiza)          | Medalla de plata   | Persecución        |